# Экрами, Шериф
Шериф Экрами (араб.  شريف إكرامي‎, рожд. 1 июля 1983, Каир, Египет) — египетский футболист, вратарь клуба «Пирамидз». Участник чемпионата мира 2018 года в составе национальной сборной Египта.

## Клубная карьера
Воспитанник футбольной школы клуба «Аль-Ахли» (Каир). Взрослую футбольную карьеру начал в 2004 году в основной команде того же клуба.
Своей игрой за эту команду привлёк внимание представителей тренерского штаба клуба «Фейеноорд», к составу которого присоединился в 2005 году. Сыграл за команду из Роттердама следующие четыре сезона. 11 февраля 2007 года он сыграл свой первый матч в Эредивизи «Фейеноорд» против «Твенте».
В 2008 году заключил контракт с клубом «Анкарагюджю», в составе которого провёл год. В течение 2009—2010 годов защищал цвета команды клуба «Эль-Гуна».
В состав клуба «Аль-Ахли» (Каир) присоединился в 2009 году. С тех пор успел отыграть за каирскую команду 127 матчей в национальном чемпионате.

## Выступления за сборную
В течение 2001—2003 годов привлекался в состав молодёжной сборной Египта. На молодёжном уровне сыграл в 9 официальных матчах, пропустил 8 голов.
В 2006 году дебютировал в официальных матчах в составе национальной сборной Египта. В составе сборной стал участником Кубка африканских наций 2017 года в Габоне.